# Medvídek (Simpsonovi)
Medvídek (v anglickém originále Rosebud) je 4. díl 5. řady (celkem 85.) amerického animovaného seriálu Simpsonovi. Scénář napsal John Swartzwelder a díl režíroval Wes Archer. V USA měl premiéru dne 21. října 1993 na stanici Fox Broadcasting Company a v Česku byl poprvé vysílán 21. dubna 1995 na stanici ČT1.

## Děj
Pan Burns ve spánku vykřikuje jméno Bobo. Zdá se mu o dávné minulosti, kdy si jako malý chlapec hraje s medvídkem, kterého nakonec zahazuje do sněhu, a nastupuje do limuzíny, aby si zajistil lepší budoucnost. Teď se mu stýská po dávné hračce. Při oslavě jeho narozenin je mezi promítanými diapozitivy i obrázek chlapce s medvídkem, což panu Burnsovi opět připomene oblíbenou hračku. Na oslavu je jako komik najatý i Homer, který si své vystoupení připraví až příliš sarkasticky, čímž naštve pana Burnse, který tak oslavu ukončí a hosty vyžene ven. Smithers ze situace pochopí, že jeho pán chce zpět svého medvídka Bobo, a snaží se mu jej nahradit. Bez úspěchu.
Medvídek se po strastiplné cestě trvající přes půl století objeví v balíku s ledem v Kwik-E-Martu, kde jej nalezne Bart a odnese jej domů. Medvídek se stane nejoblíbenější hračkou malé Maggie. Homer po delší době pochopí, že nová hračka je medvídek pana Burnse, a ve snaze vydělat jej k němu odnese. Ten mu slibuje vysokou odměnu. Na Homera však zapůsobí malá Maggie a obchod nakonec přeruší. Marge je na Homera hrdá, že se nenechal uplatit a zlomit. Burns se snaží všemi možnými prostředky medvídka zmocnit. To nakonec skončí tím, že Homerovi začne znepříjemňovat život horší prací a zásahy do vysílání televize. Tím trpí celé město. Obyvatelé vtrhnout k Simpsonovým a medvídka Maggie ukradnou, ale podlehnou stejným citům jako Homer a medvídka jí opět vrátí. Pan Burns jako zlomený muž „klečí“ a „prosí“ o medvídka. Homer řekne, že medvídek patří Maggie a že se má domluvit s ní. Maggie se nakonec nad Burnsem slituje a medvídka mu přenechá. Rodina tak přijde o tučnou odměnu pana Burnse. Pan Burns slíbí medvídkovi, že už jej nikdy neopustí.

## Produkce
Díl napsal John Swartzwelder a byl první epizodou, kterou produkoval a řídil David Mirkin. Mirkinovi se práce na epizodě natolik zalíbila, že strávil „ohromné množství času na postprodukci“ experimentováním s různými prvky epizody. Původně obsahoval příběh Boba několik mnohem temnějších scén, včetně toho, kde byl medvěd zapleten do atentátu na Johna F. Kennedyho. Scény byly vystřiženy, protože scenáristé měli pocit, že to není vkusné. Závěr dílu byl původně delší, ale dvě části byly vystřiženy. V první byl Washington, D.C. zničen invazními kanadskými vojsky, která našla Boba, ve druhé byla celá planeta obsazena obřími sekvojemi a skvrnitými sovami.
David Silverman popisuje tuto epizodu jako „jednu z těch náročnějších“ na režii. Hostující hvězdy The Ramones byli „gigantickými obsedantními fanoušky Simpsonových“ a jejich postavy navrhl Wes Archer. Marky Ramone později označil jejich vystoupení za „vrchol kariéry“.

## Kulturní odkazy

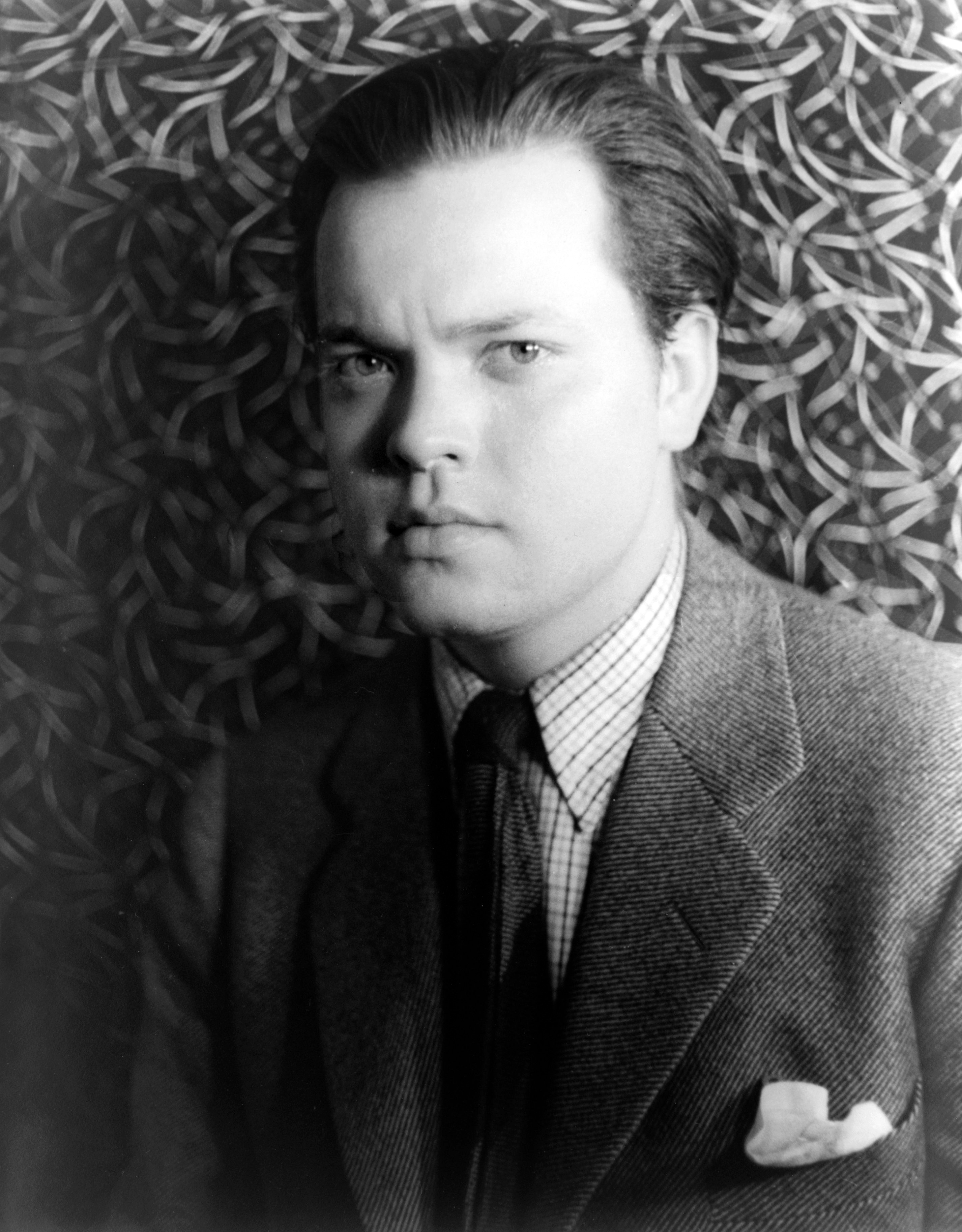
Orson Welles na jehož film Občan Kane je tato epizoda Simpsnú parodii

Epizoda je z velké části parodií na film Orsona Wellese Občan Kane z roku 1941. Anglický název je odkazem na slovo Charlese Fostera Kanea „Rosebud“ pronesené při jeho umírání; plyšový medvídek Bobo je v této epizodě náhradou za Rosebuda, a to až do té míry, že ho Burns odhodí do sněhu, když mu nabídne nový život plný bohatství a moci. Scéna, kdy upustí sněhovou kouli a přitom šeptá jméno své ztracené hračky, také paroduje scénu Kaneovy smrti na začátku filmu. Stráže před panstvím pana Burnse skandují a pochodují podobně jako stráže Zlé čarodějnice ze Západu z filmu Čaroděj ze země Oz z roku 1939. Poslední scéna, kdy robotické tělo pana Burnse utíká s Bobem, je odkazem na film Planeta opic, v němž jsou stáda lidí zotročena humanoidními opicemi. Pokus Burnse a Smitherse ukrást Boba Simpsonovým odráží film  Mission: Impossible a sitcom The Honeymooners. Pan Burns i Homer odkazují na zrušení televizního seriálu The Misadventures of Sheriff Lobo. Bratr pana Burnse je odhalen jako komik George Burns a jak Charles Lindbergh, tak Adolf Hitler kdysi vlastnili Boba.

## Přijetí

### Kritika
V roce 2003 umístil časopis Entertainment Weekly díl na druhé místo v žebříčku 25 nejlepších epizod Simpsonových a napsal, že „navzdory tomu, že je to jedna z nejokázaleji přeplněných epizod Simpsonových, má Medvídek spoustu srdce“. Server IGN zařadil vystoupení skupiny The Ramones na patnácté místo nejlepších hostujících vystoupení v historii seriálu.
V roce 2007 díl časopis Vanity Fair označil za nejlepší epizodu seriálu, když jej označil za „dokonalý. Nářky pana Burnse nad medvědem Bobem z dětství vedou k seriálové parodii na film Občan Kane. Epizoda, která je zároveň satirou i poctou, dokáže pana Burnse polidštit a zároveň se hluboce ponořit do Homerovy lásky k jeho často zapomenuté druhé dceři Maggie.“
V roce 2019 časopis Time zařadil díl na desáté místo v seznamu 10 nejlepších epizod Simpsonových vybraných odborníky na Simpsonovy.
Autor Chris Turner ve své knize Planet Simpson zařadil Medvídka mezi svých pět nejoblíbenějších epizod Simpsonových a označil díl za „geniální“. Dodal, že The Ramones předvedli „možná nejlepší hudební vystoupení hostů vůbec“.
Odkaz na Občana Kanea v této epizodě označil Nathan Ditum z Total Filmu za 14. nejlepší filmový odkaz v historii seriálu.
Když se Simpsonovi začali v roce 2019 streamovat na Disney+, bývalý scenárista a výkonný producent Simpsonových Bill Oakley označil tuto epizodu za jeden z nejlepších klasických simpsonovských dílů, které lze na této službě sledovat.
David Silverman a Matt Groening popisují pasáž, v níž Homer sní 64 plátků amerického sýra, jako „jednu z nejzábavnějších částí, jaké kdy byly vytvořeny“.

### Sledovanost
V původním americkém vysílání se díl umístil na 33. místě ve sledovanosti v týdnu od 18. do 24. října 1993, dle Nielsenu získal rating 11,9. Epizoda byla v tom týdnu druhým nejlépe hodnoceným pořadem na stanici Fox po seriálu Ženatý se závazky.